# Synagoge (Pitigliano)

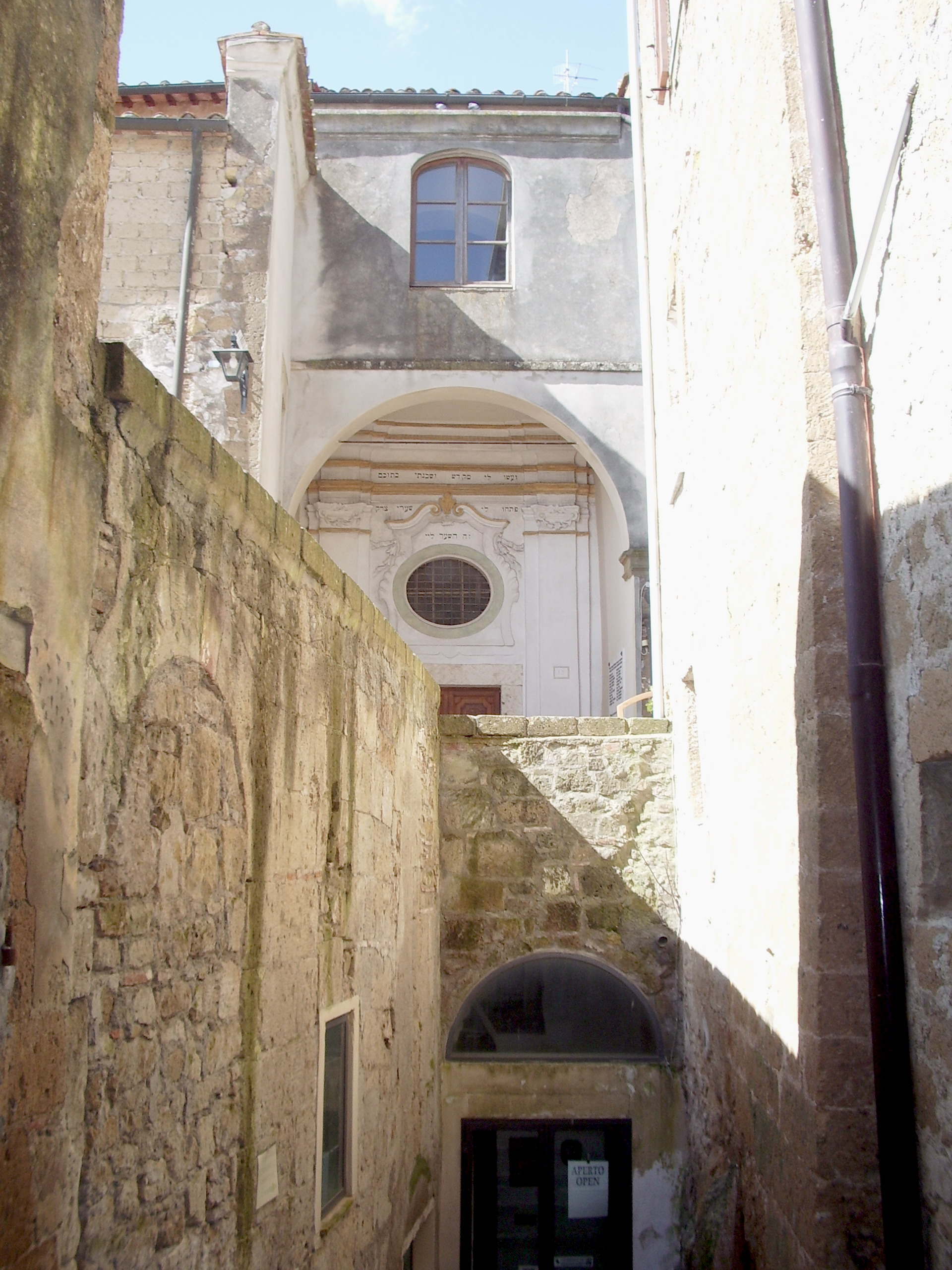
Synagoge in Pitigliano

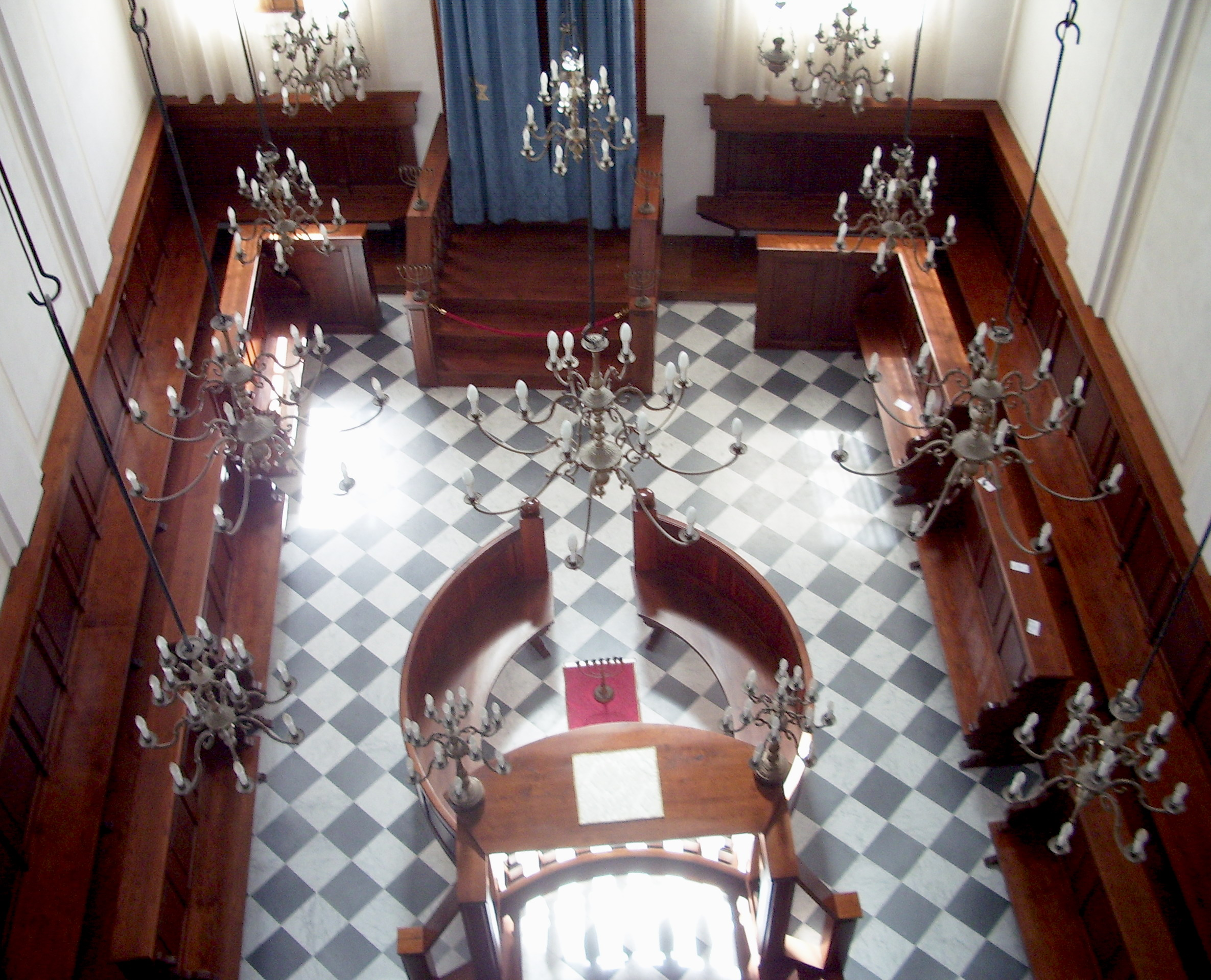
Innenansicht

Die Synagoge in Pitigliano, einer italienischen Kleinstadt in der Provinz Grosseto in der  Region Toskana, wurde 1598 errichtet. Die barocke Synagoge, die nur über einen schmalen Hof zu erreichen ist, steht in der Via Zucarelli.
Da es keine jüdische Gemeinde mehr in Pitigliano gibt, wird die von der Stadt renovierte Synagoge für Kulturveranstaltungen genutzt.